# Hiroki Sasaki
Hiroki Sasaki (佐々木 宏樹 Sasaki Hiroki?, nacido el 17 de julio de 1993 en Chiba) es un exfutbolista japonés. Jugaba de centrocampista y su único club fue el Fujieda MYFC de Japón.

## Trayectoria

### Clubes
| Club         | País  | Año  |
| ------------ | ----- | ---- |
| Fujieda MYFC | Japón | 2016 |

## Estadística de carrera

### J. League
| Club         | Año   | J. League | J. League | Copa J. League | Copa J. League | Total | Total |
| Club         | Año   | Part.     | Goles     | Part.          | Goles          | Part. | Goles |
| ------------ | ----- | --------- | --------- | -------------- | -------------- | ----- | ----- |
| Fujieda MYFC | 2016  | 1         | 0         | -              | -              | 1     | 0     |
| Total        | Total | 1         | 0         | 0              | 0              | 1     | 0     |